# Бохумский скоростной трамвай
Бохумский скоростной трамвай (нем. Stadtbahn Bochum) или «Straßenbahn» (старое название «Подземный трамвай» (Untergrundbahn), отсюда символ — большая буква «U», часто употребляется название «U-Bahn») — система линий скоростного трамвая-метротрама в городе Бохуме (федеральная земля Северный Рейн-Вестфалия). Несмотря на сокращённое название U-Bahn (подземка), аналогичное метрополитенам Германии, данная система не является ни метро, ни лёгким метро. Кроме города Бохум линии охватывают собой близлежащие города: Херне (подземные линии), Гельзенкирхен, Виттен, Хаттинген (наземные). Вместе с городской электричкой (S-Bahn) региона система является составной частью транспортной системы «Рейн-Рур». Оператором системы является компания Bochum-Gelsenkirchener Straßenbahnen AG «BOGESTRA».

## История
В 60-х годах XX века начал реализовываться проект связанной сети скоростного рельсового транспорта в городах Рейнско-Рурского региона. Первым в рамках этого проекта 5 октября 1967 года был открыт метротрам города Эссен. В начале 70-х годов в рамках подготовки к чемпионату мира по футболу, который должен был проходить в Германии в 1974 году, возникла необходимость объединения единой транспортной сетью группы городов, лежащих в долине Рура между Эссеном и Дортмундом. В первую очередь это касалось городов Бохум (400,000 чел.), Херне (175,000 чел.) и Гельзенкирхен (280,000 чел.). Проект включал в себя три маршрута, пересекающихся в районе Железнодорожного вокзала в Бохуме:
- маршрут № 1 должен был пролегать с севера на юг из Реклингхаузена через Херне и Бохум в Виттен
- маршрут № 2 проходил в направлении юго-запад — северо-восток из Хаттингена до Кастроп-Раукселя
- маршрут № 3 проходил в направлении северо-запад — юго-восток (3) из Гельзенкирхена в юго-восточную часть Бохума

На сегодняшний день в полной мере метротрамом можно назвать только линию, проложенную с севера на юг из Херне в направлении Рур — Университет (Бохум — Кверенбург) (маршрут U35), большая часть которого проходит под землёй, остальные линии представляют собой обычные трамвайные пути с шириной колеи — 1000 мм, хотя часть их расположена под землёй.

## История ввода подземных участков в эксплуатацию
| Участок        | Участок                                                                                             | Открытие             | Маршруты |
| -------------- | --------------------------------------------------------------------------------------------------- | -------------------- | -------- |
| В эксплуатации | Bochum Hauptbahnhof — Schauspielhaus (1,6 км)                                                       | 26 мая 1979 года     | 308, 318 |
| В эксплуатации | Bochum Hauptbahnhof — Planetarium (1,7 км)                                                          | 28 ноября 1981 года  | 308, 318 |
| В эксплуатации | Gelsenkirchen Hbf (Гельзенкирхен) — Neumarkt (сейчас Heinrich-König-Platz) (Гельзенкирхен) (1,6 км) | 1 сентября 1984 года | 301, 302 |
| В эксплуатации | Schloss Strünkede (Херне) — Bochum Hauptbahnhof (9,7 км)                                            | 2 сентября 1989 года | U35      |
| В эксплуатации | Bochum Hauptbahnhof — Waldring — ramp (1,5 км)                                                      | 1993 год             | U35      |
| В эксплуатации | Neumarkt (сейчас Heinrich-König-Platz) (Гельзенкирхен) — Trinenkamp (Гельзенкирхен) (2,1 км)        | 29 мая 1994 года     | 301      |
| В эксплуатации | Bochumer Verein/Jahrhunderthalle — Lohring                                                          | 29 июня 2006 года    | 302, 310 |
| В эксплуатации | Rathaus — Hauptbahnhof                                                                              | 29 июня 2006 года    | 306      |

## Список маршрутов
| Маршрут           | Следование маршрута                                                                                       |
| ----------------- | --- |
| U35 (CampusLinie) | Bochum-Querenburg Hustadt — Ruhr-Universität — Bochum Hbf — Riemke — Херне — Herne Bf — Schloss Strünkede |
| 301               | Гельзенкирхен — Gelsenkirchen Hbf — Bismarck — Buer — Эссен — Horst                                       |
| 302               | Гельзенкирхен — Gelsenkirchen-Buer Rathaus — Gelsenkirchen Hbf — Bochum Hbf — Langendreer Bf              |
| 305               | Bochum-Höntrop Kirche — Bochum Hbf — Langendreer Bf                                                       |
| 306               | Bochum Hbf — Hamme — Херне — Wanne-Eickel Hbf                                                             |
| 308               | Bochum-Gerthe Schürbankstraße — Bochum Hbf — Weitmar — Linden — Хаттинген — Hattingen Mitte               |
| 309               | Bochum-Langendreer Bf — Виттен — Witten Rathaus — Heven Dorf                                              |
| 310               | Bochum-Höntrop Kirche — Bochum Hbf — Виттен — Witten Rathaus — Heven Dorf                                 |
| 316               | Bochum-Gerthe Heinrichstraße — Bochum Hbf — Hamme — Херне — Wanne-Eickel Hbf                              |
| 318               | Bochum-Gerthe Schürbankstraße — Bochum Hbf — Weitmar — Linden — Dahlhausen Bf                             |

## Подвижной состав
Ниже представлен перечень поездов, когда-либо использовавшихся на линиях Бохумского метротрама.
| Ширина колеи | Тип          | Год выпуска | Серия     | Примечания          |
| ------------ | ------------ | ----------- | --------- | ------------------- |
| 1000 мм      | M6S          | 1976-1977   | 301-333   | Частично списаны    |
| 1000 мм      | M6C          | 1981-1982   | 334-355   | Частично списаны    |
| 1000 мм      | NF6D (MGT6D) | 1993-1994   | 401-442   |                     |
| 1000 мм      | Variobahn    | 2008-2011   | 501-545   | Полностью обновлен. |
| 1435 мм      | B80D         | 1988-1989   | 6001-6013 |                     |
| 1435 мм      | Tango        | 2007-2008   | 6014-6025 |                     |
| 1435 мм      | B80D         | 1988-1989   | 6026-6031 |                     |

## Интервал движения, время работы и стоимость проезда
Метротрам работает с 4:30 до 1:00. Интервал движения поездов маршрута U35 составляет 5 минут от станции Hustadt до станции Riemke Markt и 10 минут до станции Schloss Strünkede. После 20:00 и в выходные дни интервал движения увеличивается до 15 минут. Во время каникул в университете интервал движения в будни на всей линии — 10 минут.
Стоимость проездных билетов приведена в таблице ниже (по состоянию на 01. 01. 2018):
| Билет                                 | Зона А3 (в пределах Бохума) | Зона B (за пределы Бохума) |
| ------------------------------------- | --------------------------- | -------------------------- |
| Одиночный взрослый                    | 2,80 €                      | 5,90 €                     |
| Одиночный детский (до 15 лет)         | 1,60 €                      | 1,60 €                     |
| Короткая поездка (1—3 остановки)      | 1,60 €                      | —                          |
| Дневной проездной на одного пассажира | 7,00 €                      | 14,20 €                    |
| Дневной проездной на 5 человек        | 20,20 €                     | 29,40 €                    |